# Маотоанонг, Леанаме
Гаоне Леанаме Маотоанонг (англ. Gaone Leaname Maotoanong; род. 9 мая 1991 или 7 мая 1991, Шошонг, Центральный округ) — ботсванский легкоатлет, специалист по бегу на короткие дистанции. Выступает за сборную Ботсваны по лёгкой атлетике с 2014 года, двукратный чемпион Африки, чемпион Игр Содружества, серебряный призёр Африканских игр, рекордсмен страны, участник летних Олимпийских игр в Рио-де-Жанейро.

## Биография
Леанаме Маотоанонг родился 9 мая 1991 года в городе Шошонг Центрального округа Ботсваны.
Занимался лёгкой атлетикой в клубе SSKB, проходил подготовку под руководством известного ботсванского специалиста Джастиса Дипебы.
Первого серьёзного успеха на взрослом международном уровне добился в сезоне 2014 года, когда вошёл в основной состав ботсванской национальной сборной и побывал на чемпионате Африки в Марракеше, откуда привёз награду золотого достоинства, выигранную в программе эстафеты 4 × 400 метров. Также стартовал здесь в индивидуальном беге на 200 метров, но попасть в число призёров не смог — стал пятнадцатым.
В 2015 году на чемпионате мира по легкоатлетическим эстафетам в Нассау был восьмым в эстафете 4 × 400 метров. В той же дисциплине выиграл серебряную медаль на Африканских играх в Браззавиле, уступив в финале команде из Нигерии, показал девятый результат на чемпионате мира в Пекине и восьмой результат на летней Универсиаде в Кванджу. На Универсиаде, кроме того, стал серебряным призёром в индивидуальном беге на 400 метров, проиграв в финале представителю Доминиканской Республики Лугелину Сантосу.
На африканском первенстве 2016 года в Дурбане вновь был лучшим в зачёте эстафеты 4 × 400 метров. Благодаря череде удачных выступлений удостоился права защищать честь страны на летних Олимпийских играх в Рио-де-Жанейро — здесь так же участвовал в эстафете, вместе со своими соотечественниками благополучно прошёл в финал и занял в решающем забеге пятое место, установив при этом национальный рекорд Ботсваны в данной дисциплине.
После Олимпиады Маотоанонг остался в составе ботсванской национальной сборной на ещё один олимпийский цикл и продолжил принимать участие в крупнейших международных соревнованиях. Так, в 2018 году в эстафете 4 × 400 метров он одержал победу на Играх Содружества в Голд-Косте, тогда как на чемпионате Африки в Асабе занял 28 место в беге на 200 метров.
В 2019 году на Африканских играх в Рабате был седьмым в беге на 200 метров и пятым в эстафете 4 × 100 метров.